# Romanów
Romanów [pronunciación en polaco: /rɔˈmanuf/] es un pueblo ubicado en el distrito administrativo de Gmina Jedlińsk, dentro del Condado de Radom, Voivodato de Mazovia, en el este de Polonia central.